# Atletica leggera ai Giochi della XXXIII Olimpiade - Staffetta 4×100 metri femminile
Ai Giochi della XXXIII Olimpiade la Staffetta 4×100 metri femminile si è svolta nei giorni 8 e 9 agosto 2024 presso lo Stade de France di Parigi.

## Presenze ed assenze delle campionesse in carica
| Competizione            | Atleta        | Prestazione | Parigi 2024 |
| ----------------------- | ------------- | ----------- | ----------- |
| Olimpiadi 2020          | Giamaica      | 41”02       | Presente    |
| Africani 2022           | Nigeria       | 44”45       | Presente    |
| Commonwealth 2022       | Nigeria       | 42”10       | Presente    |
| Asiatici 2022           | Cina          | 43”39       | Non qual.   |
| Panamericani 2023       | Cuba          | 43”72       | Non qual.   |
| Mondiali 2023           | Stati Uniti   | 41”03       | Presenti    |
| Mondiali staffette 2024 | Stati Uniti   | 41”85       | Presenti    |
| Europei 2024            | Gran Bretagna | 41”91       | Presente    |

## Risultati

### Batterie
| Pos. | Corsia | Nazioni        | Atlete                                                                          | Tempo  | Note     |
| ---- | ------ | -------------- | ------------------------------------------------------------------------------- | ------ | -------- |
| 1    | 6      | Stati Uniti    | Melissa Jefferson, Twanisha Terry, Gabrielle Thomas, Sha'Carri Richardson       | 41”94  | Q        |
| 2    | 7      | Germania       | Sophia Junk, Lisa Mayer, Gina Lückenkemper, Rebekka Haase                       | 42”15  | Q        |
| 3    | 2      | Svizzera       | Salomé Kora, Sarah Atcho-Jaquier, Léonie Pointet, Mujinga Kambundji             | 42”38  | Q        |
| 4    | 5      | Australia      | Ella Connolly, Bree Masters, Kristie Edwards, Torrie Lewis                      | 42”75  |          |
| 5    | 8      | Polonia        | Magdalena Niemczyk, Krystsina Tsimanouskaya, Magdalena Stefanowicz, Ewa Swoboda | 42”86  |          |
| 6    | 4      | Italia         | Zaynab Dosso, Dalia Kaddari, Irene Siragusa, Arianna de Masi                    | 43”03  |          |
| -    | 3      | Belgio         | Rani Vincke, Rani Rosius, Elise Mehuys, Delphine Nkansa                         | Squal. | TR24.7   |
| -    | 9      | Costa d'Avorio | Murielle Ahouré-Demps, Jessika Gbaï, Maboundou Koné, Marie-Josée Ta Lou         | Squal. | TR17.2.3 |

| Pos. | Corsia | Nazioni           | Atlete                                                                    | Tempo | Note |
| ---- | ------ | ----------------- | ------------------------------------------------------------------------- | ----- | ---- |
| 1    | 7      | Gran Bretagna     | Bianca Williams, Imani-Lara Lansiquot, Amy Hunt, Desirèe Henry            | 42”03 | Q    |
| 2    | 6      | Francia           | Orlann Oliere, Gémima Joseph, Hélène Parisot, Chloé Galet                 | 42”13 | Q    |
| 3    | 9      | Giamaica          | Alana Reid, Kemba Nelson, Shashalee Forbes, Tia Clayton                   | 42”35 | Q    |
| 4    | 8      | Canada            | Sade McCreath, Jacqueline Madogo, Marie-Éloïse Leclair, Audrey Leduc      | 42”50 | q    |
| 5    | 5      | Paesi Bassi       | Isabel van den Berg, Marije van Hunenstijn, Minke Bisschops, Tasa Jiya    | 42”64 | q    |
| 6    | 4      | Nigeria           | Justina Tiana Eyakpobeyan, Favour Ofili, Rosemary Chukwuma, Tima Godbless | 42”70 |      |
| 7    | 3      | Spagna            | Sonia Molina-Prados, Jaël Bestué, Paula Sevilla, María Isabel Pérez       | 42”77 |      |
| 8    | 2      | Trinidad e Tobago | Akilah Lewis, Sole Frederick, Sanaa Frederick, Leah Bertrand              | 43”99 |      |

### Finale

Video ufficiale della Finale

| Pos.    | Corsia | Nazioni       | Atleti                                                                    | Tempo  | Note   |
| ------- | ------ | ------------- | ------------------------------------------------------------------------- | ------ | ------ |
| Oro     | 5      | Stati Uniti   | Melissa Jefferson, Twanisha Terry, Gabrielle Thomas, Sha'Carri Richardson | 41”78  |        |
| Argento | 8      | Gran Bretagna | Dina Asher-Smith, Imani-Lara Lansiquot, Amy Hunt, Daryll Neita            | 41”85  |        |
| Bronzo  | 7      | Germania      | Alexandra Burghardt, Lisa Mayer, Gina Lückenkemper, Rebekka Haase         | 41”97  |        |
| 4       | 6      | Francia       | Orlann Oliere, Gémima Joseph, Hélène Parisot, Chloé Galet                 | 42”23  |        |
| 5       | 4      | Giamaica      | Alana Reid, Kemba Nelson, Shashalee Forbes, Tia Clayton                   | 42”29  |        |
| 6       | 3      | Canada        | Sade McCreath, Jacqueline Madogo, Marie-Éloïse Leclair, Audrey Leduc      | 42”69  |        |
| 7       | 2      | Paesi Bassi   | Isabel van den Berg, Marije van Hunenstijn, Minke Bisschops, Tasa Jiya    | 42”74  |        |
| -       | 9      | Svizzera      | Salomé Kora, Sarah Atcho-Jaquier, Léonie Pointet, Mujinga Kambundji       | Squal. | TR24.7 |